# Dschabal ad-Duchan
Der Dschabal ad-Duchan (arabisch جبل الدخان, DMG Ǧabal ad-Duḫān ‚Rauchberg‘, englisch Jabal ad Dukhan) ist mit seinen 135 Metern der höchste Berg der Hauptinsel Bahrain und des aus 32 weiteren Inseln bestehenden Königreiches Bahrain, das in einer Bucht im Persischen Golf liegt. Er erhebt sich im Zentrum der Hauptinsel, die ein Kalkplateau ist, inmitten der dort vorherrschenden Sanddünen.